# Ministerstwo Magii

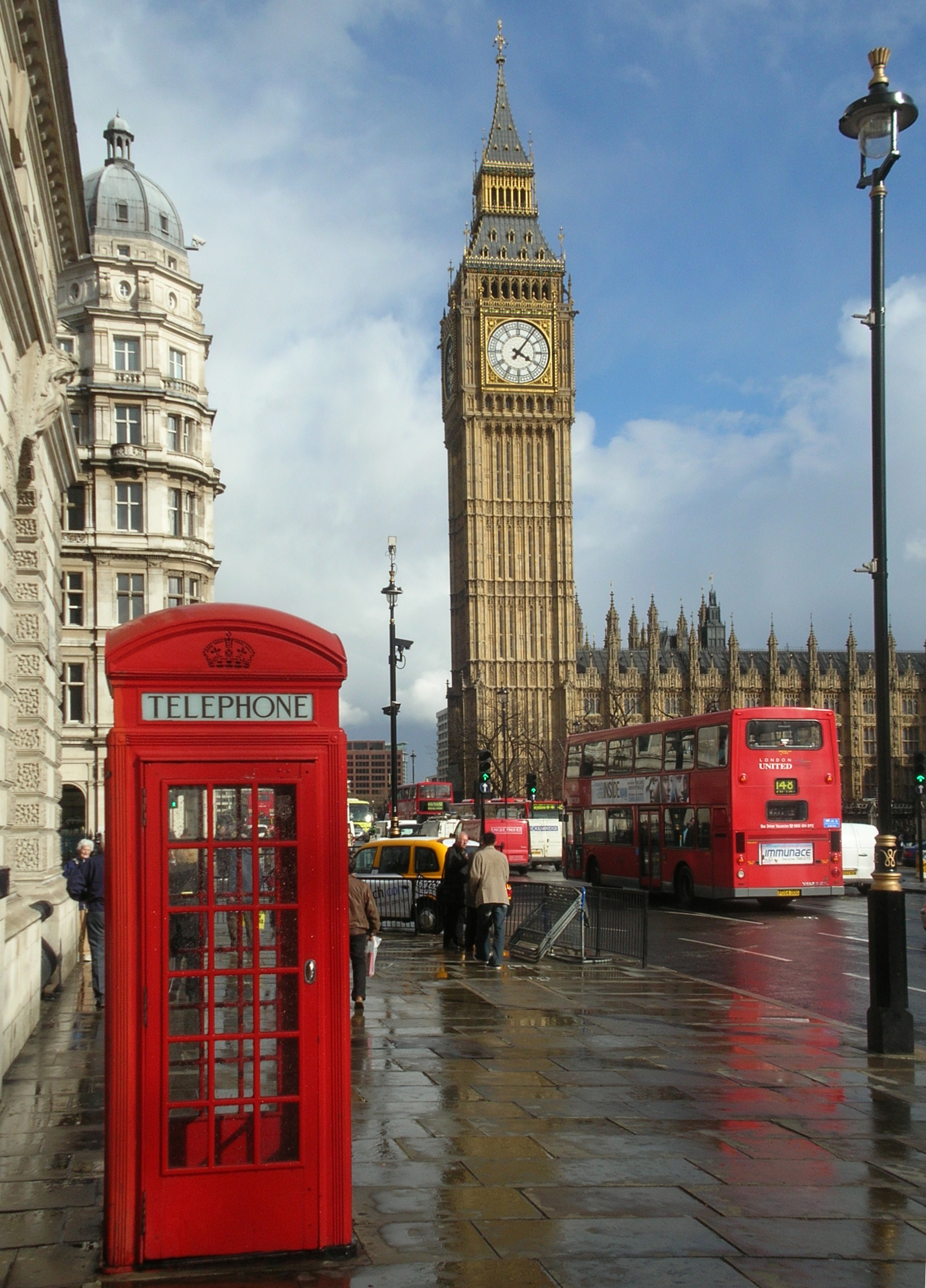
Jednym z wejść do Ministerstwa Magii była budka telefoniczna.

Ministerstwo Magii – fikcyjny resort z cyklu powieści autorstwa J.K. Rowling Harry Potter. Podobnie jak mugole, świat czarodziejów również wykształcił administrację. Ministerstwo Magii podzielone jest na kilka departamentów. W Ministerstwie znajdują się m.in. Urząd Niewłaściwego Użycia Produktów Mugoli, Urząd Transportu Magicznego czy Biuro Aurorów. Chociaż Ministerstwo Magii współpracuje z brytyjskim premierem, jest ono całkowicie niezależnym organem władzy i nie ingeruje w mugolską politykę. Liczba urzędników jest nieznana, wiadomo jednak, że w ochronie pracuje co najmniej 500 osób. W filmie Fantastyczne zwierzęta i jak je znaleźć odpowiednikiem resortu jest Magiczny Kongres USA.

## Minister Magii

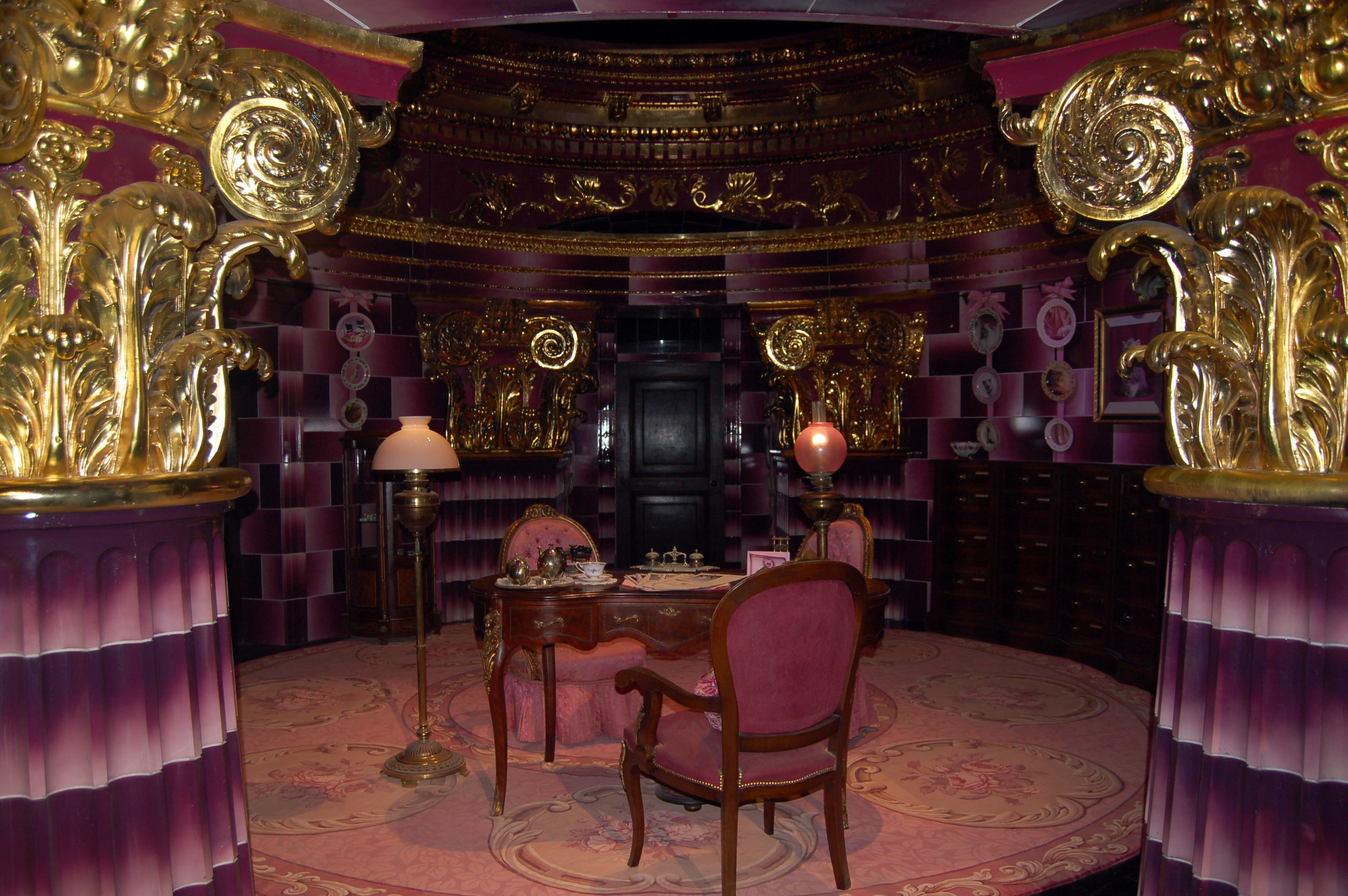
Biuro Dolores Umbridge

Wiadomo, że pierwszym minister magii był Ulick Gamp  (1754–1825). W Fantastycznych zwierzętach wspomniany jest również Grogan Kikut, mianowany na początku XIX wieku, specjalizujący się w magicznych stworzeniach. Z jego polecenia w Urzędzie Kontroli nad Magicznymi Stworzeniami utworzono trzy wydziały: Wydział Zwierząt, Wydział Istot i Wydział Duchów.
| Imię i nazwisko                                                                     | Poprzednie stanowisko                                                       | Okres urzędowania | Tomy                                | Powód utraty stanowiska |
| ----------------------------------------------------------------------------------- | --------------------------------------------------------------------------- | ----------------- | ----------------------------------- | --- |
| Milicenta Bagnold                                                                   | nieznane                                                                    | ? do 1990         | przed pierwszym                     | zrezygnowała z urzędu |
| Korneliusz Oswald Knot                                                              | zastępca dyrektora Departamentu Magicznych Wypadków i Katastrof             | 1990 do 1996      | pierwszy drugi trzeci czwarty piąty | od czerwca 1995 do czerwca 1996 roku zaprzeczał powrotowi Voldemorta do świata żywych. Zmuszony do rezygnacji po tym jak „Sami–Wiecie–Kto” się ujawnił w Ministerstwie. Został doradcą Scrimgeoura |
| Rufus Scrimgeour                                                                    | szef Biura Aurorów                                                          | 1996 do 1997      | Szósty                              | torturowany i zamordowany przez śmierciożerców przed upadkiem ministerstwa |
| Pius Thicknesse (Yaxley rzucił na niego latem 1997 zaklęcie niewybaczalne Imperius) | szef Departamentu Przestrzegania Prawa Czarodziejów po śmierci Amelii Bones | 1997 do 1998      | siódmy                              | zamordowany w bitwie o Hogwart, prawdopodobnie z ręki Percy’ego Weasleya lub jego ojca, Artura |
| Kingsley Shacklebolt                                                                | szef Biura Aurorów                                                          | od maja 1998      | Od siódmego                         | brak informacji |
| Hermiona Granger                                                                    | nieznane                                                                    | nieznane          | po siódmym (ósmy)                   | brak informacji |

## Pracownicy

### Ludo Bagman
Ludovic „Ludo” Bagman – szef Departamentu Magicznych Gier i Sportów. W młodości był pałkarzem drużyny Os z Wimbourne i reprezentacji Anglii. Komentował finał Mistrzostw Świata w quidditchu oraz był sędzią Turnieju Trójmagicznego. Bagman był oskarżony o przekazywanie informacji zwolennikom Voldemorta, m.in. Augustusowi Rookwoodowi, ale został uniewinniony. Uwielbia hazard, przez co ma problemy z goblinami. To jego szantażowali Fred i George Weasleyowie w czwartym tomie, ponieważ nie oddał im pieniędzy, które wygrali w zakładzie dotyczącym Mistrzostw Świata w Quidditchu. Był niezbyt lubiany przez Barty’ego Croucha seniora, za swe luźne podejście do świata.

sprawiał wrażenie potężnie zbudowanego mężczyzny, który nieco przytył; szata opinała się ciasno na wielkim brzuchu, którego na pewno nie miał, gdy grywał w quidditcha w reprezentacji Anglii. Nos miał złamany (...), ale okrągłe niebieskie oczy, krótkie jasne włosy i różowa cera nadawały mu wygląd wyjątkowo wyrośniętego ucznia...”

.

### Broderyk Bode
Broderyk Bode (ang. Broderick Bode, zm. styczeń 1996) – pracownik Departamentu Tajemnic. Zawsze blady i o ziemistej cerze.
W piątym tomie można się dowiedzieć, że gdy był pod działaniem zaklęcia Imperius próbował wykraść przepowiednię dla Voldemorta. Nie udało mu się to i w ciężkim stanie trafił na oddziale urazów pozaklęciowych w szpitalu Świętego Munga.
Tam też umarł uduszony przez diabelskie sidła, roślinkę którą ktoś przysłał mu w doniczce jako prezent bożonarodzeniowy. Nikt nie spodziewał się, takiej zasadzki na jego życie w postaci prezentu zwłaszcza że roślinie towarzyszył kalendarz z hipogryfami.
Na oddziale, na którym leżał Bode, znajdowali się też m.in. Frank i Alicja Longbottom oraz Gilderoy Lockhart.

### Amelia Bones
Amelia Susan Bones (zm. sierpień 1996) – kierownik Departamentu Przestrzegania Prawa Czarodziejów. Groźnie wyglądająca, tęga kobieta o krótko ostrzyżonych siwych włosach. Ma kanciastą, szeroką szczękę i nosi w oku monokl. Jest ciotką Susan Bones. Jej brat, Edgar Bones, w czasie pierwszej wojny był członkiem Zakonu Feniksa i razem ze swoją żoną został zamordowany przez śmierciożerców.
Amelia Bones zasiadała w Wizengamocie i była jednym z oskarżycieli podczas procesu Harry’ego Pottera w piątym tomie cyklu. Charakter Amelii był odmienny od charakteru innych pracowników Wizengamotu w owych latach. Podczas gdy wszyscy politycy próbując wmawiać ludziom nieprawdę i zakłamanie co do faktów istnienia Lorda Voldemorta, Amelia była bez zdania, nie znając prawdy.
Z rozmowy Korneliusza Knota z mugolskim premierem na początku szóstego tomu wiadomo, że Amelia Bones została zamordowana, najprawdopodobniej, przez samego Lorda Voldemorta. Przed śmiercią stoczyła zaciętą walkę.

### Reg Cattermole
Reginald „Reg” Cattermole – pracownik Ministerstwa Magii. Pracował w Magicznym Personelu Technicznym. Ma żonę i trójkę dzieci.
W VII tomie przygód Harry’ego Pottera wraz ze swoją rodziną był zapisany na liście komisji rejestracji mugolaków. Harry ocalił go i jego rodzinę przed dementorami, przez co są w zagrożeniu i muszą opuścić Wielką Brytanię. Ron użył jego włosów do Eliksiru Wielosokowego, żeby się w niego przemienić.

### Dirk Cresswell
Dirk Cresswell (1961 – 5 marca 1998) – czarodziej pochodzenia mugolskiego, który uczęszczał do Hogwartu w latach 1972–1979. Obecnie pracował w Ministerstwie Magii w Departamencie Kontroli Nad Magicznymi Stworzeniami. Świetnie znał się na eliksirach, gdyż we wczesnych latach był ulubionym uczniem Horacego Slughorna tak jak Lily Potter. Miał żonę i dwójkę dzieci.
W VII tomie przygód Harry’ego Pottera w czasie drugiej wojny ścigany był przez szmalcowników (był pochodzenia mugolskiego) i zginął z ich rąk, tak jak Ted Tonks.

### Bartemiusz Crouch
Bartemiusz „Barty” Crouch Senior (? – 27 maja 1995) – czarodziej czystej krwi, jeden z bohaterów czwartej części serii. Dyrektor Departamentu Międzynarodowej Współpracy Czarodziejów w angielskim Ministerstwie Magii, zwolennik ścisłego przestrzegania przepisów, niezbyt lubiany przez innych. Owdowiały ojciec Bartemiusza Croucha Juniora.
W przeszłości zajmował ważne stanowiska w Ministerstwie. W walce ze śmierciożercami zezwalał aurorom na stosowanie Zaklęć Niewybaczalnych. Prowadził procesy wielu osób podejrzanych o bycie śmierciożercami, m.in. Ludona Bagmana, Igora Karkarowa, Bellatrix i Rudolfa Lestrange.
Po upadku Voldemorta w październiku 1981 roku niewiele brakowało, by został ministrem magii. Wtedy to aurorzy pochwycili grupę śmierciożerców, wśród których znajdował się jego własny syn – Barty Junior. On i jego towarzysze zostali zesłani do Azkabanu. Bartemiusz Senior skazał też bez wyroku sądowego Syriusza Black na pobyt w Azkabanie. On sam stał się mniej popularny i trafił do Departamentu Międzynarodowej Współpracy Czarodziejów. Na prośbę żony wydobył syna z Azkabanu, umieszczając ją w jego celi upodabniając do niego za pomocą eliksiru wielosokowego. Po roku zmarła i pochowano ją pod murami więzienia. Bartemiusz Senior utworzył też drugi, pusty grób dla swej żony obok miejsca gdzie mieszkali. Sam miał syna pod stałą kontrolą, za sprawą zaklęcia Imperius. Dostrzegła to jednak przez przypadek Berta Jorkins podczas jednej z wizyt służbowych w jego domu, przez co rzucił na nią silne zaklęcie zapomnienia. W czasie mistrzostw świata w quidditchu w roku 1994 Crouch Junior zdołał wyrwać się spod kontroli ojca, jednak Crouchowi Seniorowi udało się potem złapać syna. Niedługo potem do domu Croucha przybył Voldemort i podporządkował sobie Croucha za pomocą zaklęcia Imperius. Pod koniec roku szkolnego 1994/1995 Crouch uwolnił się i próbował dostać do Hogwartu, do Dumbledore’a. Starał się opowiedzieć o wszystkim stojącemu obok Harry’emu Potterowi,

Nie... opuszczaj... mnie! (...) Ja... uciekłem... muszę ostrzec... muszę powiedzieć... zobaczyć Dumbledore’a. To moja wina... wszystko moja wina... Berta... nie żyje... wszystko moja wina... mój syn... moja wina... powiedz Dumbledore’owi... Harry Potter. Czarny Pan... silniejszy... Harry Potter.

Zanim ten powiadomił dyrektora, Crouch został zabity przez swojego syna, podszywającego się (za sprawą eliksiru wielosokowego) pod Alastora Moody’ego. Transmutował ciało ojca w kość i zakopał ją na grządce Hagrida.
W filmowej adaptacji w rolę Croucha wcielił się Roger Lloyd-Pack.

### Amos Diggory
Amos Diggory – bohater czwartego tomu. Jest ojcem Cedrika Diggory’ego, chłopaka, który startował w Turnieju Trójmagicznym. Pracuje w Ministerstwie Magii, w Departamencie Kontroli nad Magicznymi Stworzeniami. On i Harry poznają się podczas mistrzostw świata w quidditchu. Amos Diggory jest w załamaniu nerwowym od kiedy zginął jego syn Cedrik.
Pojawia się również w sztuce teatralnej i książce Harry Potter i Przeklęte Dziecko, będąc pod wpływem zaklęcia Imperius ze strony pewnej czarownicy, która rzuciła ów czar na Amosa, aby zatuszować własną tożsamość, podając się za Delphi Diggory – bratanicę Amosa. W rzeczywistości była ona potomkinią Lorda Voldemorta.
W filmowej adaptacji czwartego tomu w rolę Amosa wcielił się Jeff Rawle. W sztuce Harry Potter i Przeklęte Dziecko rolę Amosa zagrał Barry McCarthy.

### Mafalda Hopkirk
Mafalda Hopkirk – pracownica ministerstwa magii; szefowa Wydziału Niewłaściwego Używania Czarów.
W II tomie przygód Harry’ego Pottera Mafalda Hopkirk wysłała Harry’emu ostrzeżenie w związku z użyciem Zaklęcia Swobodnego Zwisu w obecności mugoli. Tak naprawdę zaklęcia tego użył Zgredek.
W V tomie wysłała Harry’emu wezwanie do stawienia się dnia 12 sierpnia w Wizengamocie w Ministerstwie Magii w sprawie przesłuchania.
W VII tomie Hermiona, po wypiciu eliksiru wielosokowego, podała się za Mafaldę, aby wraz z Harrym i Ronem móc wejść do Ministerstwa Magii i ukraść Umbridge medalion, o którym wiedzieli, że jest horkruksem.

### Berta Jorkins
Berta Jorkins (ang. Bertha Jorkins;? – lipiec 1994) – pracownica Ministerstwa Magii, pojawiająca się w tomie Harry Potter i Czara Ognia. Syriusz twierdził, że dziewczyna była bardzo wścibska, a nie było w niej za grosz rozumu. Mimo że nie była ona zbyt bystra, miała znakomitą pamięć i z łatwością przyswajała wszystkie plotki. Po zakończeniu Hogwartu, rozpoczęła pracę w Ministerstwie Magii. Była roztargniona i zdaniem wielu jej współpracowników sprawiała więcej problemów niż pożytku, więc koniec końców trafiła do Departamentu Magicznych Gier i Sportów, gdzie jej przełożonym był Ludo Bagman. Pewnego razu przyszła do domu Bartemiusza Croucha, aby przynieść mu kilka dokumentów do podpisania. Przypadkowo poznała rodzinny sekret Crouchów – starszy Bartemiusz ukrywał pod peleryną niewidką i kontrolował klątwą Imperius swojego syna o tym samym imieniu. Berta usłyszała, jak domowa skrzatka Crouchów, Mrużka rozmawia z przestępcą i zrozumiała o co chodzi. Bartemiusz rzucił na nią zaklęcie zapomnienia, trochę za mocne, które trwale uszkodziło jej mózg.
W 1994 roku, Berta Jorkins wyjechała do Albanii do swojej kuzynki na wakacje i już nie wróciła. Wielu czarodziejów twierdziło, że kobieta przez swoje roztargnienie po prostu straciła poczucie czasu. Spotkała na miejscu Petera Pettigrew, który sprowadził ją do siedziby swego pokonanego mistrza. Lord Voldemort dowiedział się od Berty o organizowanym Turnieju Trójmagicznym. To doprowadziło rok później do tego, że odzyskał swoje ciało. Berta, po przesłuchaniu, stała się bezużyteczna i wyniszczona w wyniku tortur, dlatego została zamordowana. Ludo Bagman zbytnio nie przejmował się stratą Berty i zwlekał z poszukiwaniami, żartując, że Jorkins po prostu źle spojrzała na mapę i pewnego dnia wejdzie do ministerstwa magii, pewna, że wciąż jest lipiec. Tylko Albus Dumbledore przejął się jej zniknięciem.

### Korneliusz Knot
Korneliusz Oswald Knot (ang. Cornelius Oswald Fudge) – bohater serii książek o Harrym Potterze, w przeszłości pełnił funkcję zastępcy dyrektora Departamentu Magicznych Katastrof, w latach 1990–1996 był ministrem magii (przedtem ministerstwem magii zarządzała Milicenta Bagnold). Z początku radził się we wszystkim Dumbledore’a, ale później z tego zrezygnował, przekonany o własnym doświadczeniu.
Podczas lektury kolejnych tomów dzieła J.K. Rowling wychodzi na jaw coraz więcej jego wad – otaczanie się niewłaściwymi ludźmi (Lucjusz Malfoy), lekceważenie czarodziejów biednych i tych pochodzenia mugolskiego oraz lęk przed utratą stanowiska i podejmowaniem stanowczych działań.
Gdy Lord Voldemort odzyskał ciało i moc, Knot na wszelkie możliwe sposoby walczył z rozpowszechnianiem informacji o jego powrocie – cenzurą w gazetach, ośmieszaniem Harry’ego Pottera jako osoby, która była świadkiem powrotu Voldemorta. W roku szkolnym 1995/1996 za jego sprawą nauczycielką obrony przed czarną magią została jego starsza podsekretarz, Dolores Umbridge. Wydał kilkanaście dekretów edukacyjnych, ograniczających prawa uczniów. Dopiero kiedy na własne oczy zobaczył Voldemorta w Ministerstwie Magii, oficjalnie ogłosił to w gazetach i zalegalizował działalność Zakonu Feniksa.
W Księciu Półkrwi jego posadę przejmuje Rufus Scrimgeour. Knot zostaje doradcą ministra.
W filmach w jego rolę wcielał się Robert Hardy.

### Bob Ogden
Bob Ogden – członek Brygady Uderzeniowej Ministerstwa Magii. Przybył do domu Marvolo Gaunta (dziadka Lorda Voldemorta), aby aresztować jego syna Morfina Gaunta pod zarzutem rzucenia zaklęcia na mugola Toma Riddle’a (ojca Voldemorta).

### Rufus Scrimgeour
Rufus Scrimgeour (? – 1 sierpnia 1997) – minister magii.
Został wybrany na ministra magii w 6. części cyklu, w roku 1996. Zastąpił na tym stanowisku Korneliusza Knota. Miał żółte oczy i płowe włosy. Mugolskiemu premierowi, gdy ten zobaczył go po raz pierwszy, przypomniał starego lwa. Scrimgeour pracował w Biurze Aurorów. Po objęciu stanowiska ministra magii stworzył wiele nowych wydziałów, żeby uniknąć wielkiego chaosu. Podobno ma też odmienne zdania z Albusem Dumbledorem. Próbuje nakłonić Harry’ego, żeby reklamował Ministerstwo Magii.
W ostatniej części Harry’ego Pottera przekazuje rzeczy Harry’emu, Ronowi i Hermionie, które pozostawił im w testamencie Albus Dumbledore. Jednak nie oddał Harry’emu miecza Godryka Gryffindora, którego używał Dumbledore, sugerując, że to własność szkoły i Harry nie ma prawa jej odziedziczyć. Zginął w ostatnim tomie, z ręki Voldemorta, kiedy ten przejmował Ministerstwo Magii. Voldemort chciał od niego wydobyć gdzie jest Harry, lecz Scrimgeour nie powiedział.
W filmach jego rolę grał Bill Nighy.

### Pius Thicknesse
Pius Thicknesse – minister magii w ostatnim tomie o przygodach Harry’ego Pottera. Miał regularne kontakty z Scrimgeourem i innymi szefami Departamentów. Latem 1997 roku Yaxley, śmierciożerca, rzucił na niego zaklęcie Imperius. Po zamachu na Rufusa Scrimgeoura został Ministrem Magii. W Bitwie o Hogwart walczył po stronie śmierciożerców. Prawdopodobnie zginął z ręki Percy’ego Weasleya lub jego ojca, Artura. W filmowej adaptacji został zabity przez Lorda Voldemorta, chwilę przed rozpoczęciem bitwy, w wyniku impulsu Czarnego Pana.

### Wilkie Twycross
Wilkie Twycross – ministerialny instruktor teleportacji. Niski i stary czarodziej z rzadkimi, postrzępionymi włosami i niemal przezroczystymi brwiami. Cały jest dziwnie wiotki i bezbarwny. Prawdopodobnie to efekt częstych aportacji i deportacji lub na odwrót: jego krucha budowa jest idealna dla kogoś kto często znika. Jest cierpliwy, opanowany i spokojny.
Poznaje się go w szóstym tomie. Przygotowywał uczniów do kursu teleportacji. "Podczas teleportacji należy pamiętać o C-W-N (Celu, Woli i Namyśle)."

### Dolores Umbridge
Dolores Jane Umbridge – starszy podsekretarz ministra magii, Korneliusza Knota, na piątym roku Harry’ego w Hogwarcie nauczyciel obrony przed czarną magią i Wielki Inkwizytor, a przez krótki czas Dyrektor Hogwartu. Jej patronus ma małą moc. Jest formy kota z długim ogonem i długim futrem. Umbridge zawsze się ubiera na różowo lub zielono (w filmie tylko na różowo), ma mysie włosy, wygląda jak ropucha. Jednak pomimo tego ma głos małej dziewczynki. W jej rolę w filmie wciela się Imelda Staunton, a w polskiej wersji językowej głosu jej użycza Ewa Wencel. Na początku jej pierwsze imię miało być „Elvira”.
5. tom
Tuż po odrodzeniu Lorda Voldemorta ministerstwo magii nie uwierzyło Albusowi Dumbledore w fakt, że ich wspólny wróg sprzed lat mógł się odrodzić. Korneliusz Knot rozpętał kampanię osaczenia zwolenników Dumbledora, wyszydzania jego samego i wyrugowania wszelkich wpływów dyrektora Hogwartu z ministerstwa. Do tego kampania nienawiści i szydzenia także z „Chłopca Który Przeżył” doprowadziły do tego, że w ministerstwie zaczęto rozmawiać, jak powstrzymać Pottera. Dopiero Dolores Jane Umbridge wpadła na pomysł by wysłać do Little Whinging dwóch dementorów przeciw Harry’emu.
Po raz pierwszy Umbridge pojawiła się na przesłuchaniu w Ministerstwie Magii, do którego doszło 12 sierpnia 1995 roku. Dolores była skłonna skazać chłopaka, tak samo jak minister magii. Przesunięto nawet zebranie w jego sprawie o trzy godziny wcześniej by pokazać go w złym świetle i by dyrektor Hogwartu nie mógł stawić się na czas. Jednakże zapobiegliwość Artura Weasley, logiczne argumenty Dumbledore’a („skoro dementorzy są pod ścisłą kontrolą ministerstwa i nie działają sami lub z innego rozkazu to zapewne zostanie podjęte wewnętrzne dochodzenie”), trzeźwa ocena sytuacji przez Amelię Bones i przyprowadzenie świadka, jakim była Arabella Figg doprowadziły do uniewinnienia podejrzanego.
30 sierpnia Kornelusz Knot wydał dekret edukacyjny #22, na podstawie którego ministerstwo wyznaczało nauczyciela w Hogwarcie z danego przedmiotu, jeśli dyrektor nie mógł znaleźć kandydata. Tym sposobem Umbridge – wcześniej starszy podsekretarz ministra magii – stała się nauczycielką obrony przed czarną magią. Już pierwszego września, gdy przerwała przemowę dyrektora placówki, zaznaczyła, że nauka ta będzie się opierać tylko na teorii, z książek i bez ćwiczeń. Na pierwszej lekcji ukarała Harry’ego szlabanem przez 7 dni za to, że ten wykrzyczał jej, że Voldemort zabił Cedrika Diggory oraz drugim szlabanem, gdy Harry wspomniał, jak to pochwalany przez nią Kwiryniusz Quirrell miał przyczepionego do głowy Czarnego Pana. Harry przepisywał u niej zdanie „nie będę opowiadać kłamstw”, specjalnym piórem. Rozcinało prawą dłoń, a krew służyła jako tusz. Harry nie poskarżył się jednak nikomu w związku z tym działaniem.
Dekret edukacyjny #23 podniósł rangę Umbridge do pierwszego „Wielkiego Inkwizytora Hogwartu”, dzięki czemu mogła wizytować i oceniać lekcje pozostałych nauczycieli, jak Trelawney czy McGonnagall. W odpowiedzi na brak praktycznego nauczania obrony, Hermiona podsunęła pomysł Harry’emu by zorganizował fakultety dla zainteresowanych. Harry podjął się zadania po oswojeniu się z tematem i jako „Gwardia Dumbledore’a” kontynuował prace w tym kierunku. Umbridge dała Trelawney okres warunkowy, ponieważ nie była zadowolona z jej pracy. Koniec końców zwolniła ją ze stanowiska nauczyciela wróżbiarstwa, ale Dumbledore zakazał, by wyrzucono ją z budynku szkoły. Doprowadził też do furii Dolores, gdy oznajmił jej, że znalazł już nauczyciela na miejsce Sybilli, czyli centaura Firenzo.
Tymczasem Harry, pomimo wydania 7 października 1995 roku dekretu edukacyjnego #24, znoszącego wszystkie organizacje, stowarzyszenie, drużynę, grupę lub klub, gdzie regularne spotkania odbywa troje lub więcej osób na terenie szkoły, dalej szkolił chętnych z obrony przed czarną magią.
Hagrid wrócił do szkoły dwa miesiące po rozpoczęciu semestru. Umbridge pojawiła się u niego, poinformowała go o dekrecie #23 i jego konsekwencjach, po czym na następnej lekcji Hagrid pokazał uczniom testrale. Dolores celowo sabotowała jego lekcje, po czym – krótko po Bożym Narodzeniu – Hagrid dowiedział się, że jest na warunkowym.
Gdy Fred i George pobili Draco Malfoya za obrażanie ich matki, Umbridge wymogła na Korneliuszu wydanie dekretu edukacyjnego #25 gdzie sama mogła wymierzać kary uczniom. Kobieta podjęła decyzję o dożywotniej dyskwalifikacji Harry’ego, Freda i George’a z rozgrywek quidditcha.
Dekret edukacyjny #26 został wydany, aby uniemożliwić nauczycielom komentowanie ostatniej masowej ucieczki śmierciożerców z Azkabanu, która była dużą porażką Ministerstwa Magii.
W dniu 14 lutego 1996 roku podczas jednego z wypadów do Hogsmeade Harry Potter udzielił wywiadu Ricie Skeeter do „Żonglera”. Opisał tam powrót Lorda Voldemorta i wydarzenia na cmentarzu w Little Hangleton. Umbridge dowiedziała się o wywiadzie i skonfiskowała gazetę, uznając, że są to kłamstwa. Zakazała także Potterowi odwiedzania Hogsmeade i nałożyła kolejny szlaban. Dekret edukacyjny #27 zabraniający rozpowszechniania informacji z gazety Ksenofiliusa Lovegood dał efekt odwrotny od zamierzonego. Tajny artykuł zaczął interesować uczniów, którzy potajemnie zdobywali gazetę „Żongler”. Umbridge dokonywała rewizji toreb, jednak magazyn był magicznie ukryty tak, aby przypominał pustą kartkę papieru lub podręcznik, czego Dolores się nie domyśliła. Nauczyciele nie mogli jawnie pochwalić Harry’ego Pottera za jego wyczyn. Jednak Pomona Sprout przyznała chłopakowi dwadzieścia punktów za podanie konewki, Filius Flitwick obdarował go pudełkiem cukrowych myszy, natomiast Sybilla Trelawney zamiast jak zwykle przepowiadać Harry’emu śmierć, histerycznym głosem wywróżyła mu, że będzie Ministrem Magii i ojcem dwanaściorga dzieci.
W końcu dekret edukacyjny #28 w dniu 21 kwietnia 1996 roku ustanowił Dolores Jane Umbridge dyrektorem Hogwartu. „Gwardia Dumbledore’a” została wykryta za sprawą przyjaciółki Cho Chang, Marietty Edgecombe. Albus spostrzegł, że Harry – celowo, lub bezwiednie – nazwał grupę jego nazwiskiem. Dlatego też przyjął winę na siebie, nie dopuszczając do tego, by Harry został wyrzucony ze szkoły, a przez to wydany na pastwę Voldemorta. Nie dał się aresztować i zniknął za pomocą swego feniksa, Fawkesa.
Następnie Umbridge powołała do życia Brygadę Inkwizycyjną. Wysoce uprzywilejowaną grupę, mogącą odbierać punkty nawet prefektom domów. Należeli do niej głównie ślizgoni, jak Malfoy, Crabbe i Goyle oraz woźny Filch. Jej zadaniem było rzekomo pilnowanie przestrzegania Dekretów Edukacyjnych ustanowionych przez Wielkiego Inkwizytora Hogwartu po ucieczce dyrektora Albusa Dumbledore’a.
Rządzenie Dolores w Hogwarcie spotkało się z olbrzymim, wręcz niespotykanym ruchem oporu. Bracia Weasley zrobili gigantyczny pokaz sztucznych ogni Filchowi – jedynemu sojusznikowi Umbridge i samej dyrektorce, które np. eksplodowały przy próbie pomniejszenia. Na jednym z pięter stworzyli bagno, przez które uczniów przeprawiał woźny. Fred i George udzielili zniżek na swe produkty każdemu, kto podważy rządy „tej nietoperzycy”, jak to ją określili. Furorę zrobiły podwójne cukierki, które powodowały wymioty i krwotoki, a polizanie z drugiej strony wyleczenie z tych objawów. Irytek otrzymywał pomoc od niektórych nauczycieli w niesieniu chaosu i zniszczenia przeciw dyrektorce.
Przedostatniego dnia zdawania SUM-ów brygada aurorów z Umbridge była odpowiedzialna za ostateczne pozbycie się Hagrida. Nikt nie zwracał uwagi na toczący się egzamin oglądając z wieży haniebne widowisko. Sześciu czarodziejów z Ministerstwa próbowało ująć Hagrida, jednak ten jako półolbrzym był odporny na zaklęcia oszałamiające. Gajowy wrzeszczał, że w ten sposób go nie ujmą i rzucił na dziesięć stóp aurorem, Johnem Dawlishem. Wkrótce na miejsce afery przybyła Minerwa McGonagall i została potraktowana dwoma oszałamiaczami jednocześnie.
Podczas SUMów i egzaminów Dolores przeprowadzała je w Wielkiej Sali i tam również karała w podobny sposób uczniów przystępujących do nich. Nieoczekiwanie zostały przerwane za pomocą fajerwerków Freda i George Weasley własnej roboty, którzy wyjątkowo ją znienawidzili i miała to być dla niej nauczka. Potem nakryła Harry’ego, Rona, Hermionę, Neville’a, Lunę i Ginny, kiedy Harry i Hermiona włamali się do jej gabinetu, aby zobaczyć, czy Syriusz był w domu swoich przodków. Tam przyznała się do nasłania dementorów na Harry’ego i chciała go torturować zaklęciem cruciatus. Gdy Severus Snape odmówił współpracy z nią, gdyż nie chciał podać jej eliksiru prawdy, Dorlore umieściła go na warunkowym. By się jej pozbyć, Hermiona wpadła na szybki pomysł, w którym Dolores zostaje pochwycona w Zakazanym Lesie przez centaurów, które zaatakowała. Wróciła od centaurów dzięki pomocy Albusa Dumbledore’a, ale całkiem zmieniona i w wielkim szoku. Po tym jak Voldemort ujawnił się w Ministestwie Magii, Dumbledore wymusił natychmiastowe zwolnienie Umbridge przez Knota, anulowanie dekretów edukacyjnych i przywrócenie siebie na stanowisko dyrektora.
6. tom
Umbridge zostaje wspomniana w rozmowie Harry’ego i Scrimgeoura’a. Minister mówi, że nadal pracuje w Ministerstwie. Zjawia się ona też na pogrzebie Dumbledore’a i jest wspomniane, że wcale nie czuje żalu.
7. tom
Mundungus opowiadał, że Umbridge zabrała mu medalion Salazara Slytherina. Harry, Ron i Hermiona postanowili jej go odebrać, gdyż wiedzieli, że jest to jeden z horkruksów. Harry pod przebraniem dostał się do jej gabinetu, jednak tam nie znalazł medalionu. Potem okazało się, że Umbridge nosiła go na szyi. Umbridge twierdziła, iż znak węża, w kształcie litery S na medalionie, oznacza Selwyn, czyli jedną z ostatnich czarodziejskich rodzin czystej krwi. Prowadziła ona przesłuchania rejestracji mugolaków. W sali, w której odbywały się przesłuchania ona i Yaxley zostali oszołomieni. Hermiona zabrała medalion i wyczarowała drugi, fałszywy.
Dalsze losy
W wywiadzie J.K. Rowling powiedziała, że została zesłana do Azkabanu, gdzie odbywa karę za torturowanie mugolaków podczas przesłuchań i za niestosowne wymierzanie kar dla studentów w Hogwarcie. Dolores Umbridge podkochiwała się w Korneliuszu.

### Gilbert Wimple
Gilbert Wimple – pracownik Ministerstwa Magii, zatrudniony w Komisji Eksperymentalnych Zaklęć. Gdy Harry, Ron, Hermiona i reszta Weasleyów spotkali Wimple’a na Mistrzostwach Świata w Quidditchu, posiadał już od jakiegoś czasu różki.

### Inni pracownicy
- Milicenta Bagnold (ang. Millicent Bagnold) – minister magii do roku 1990
- Saul Croaker – pracował w Ministerstwie Magii w Departamencie Tajemnic. Jak każdy Niewymowny nie mógł zdradzić, czym się zajmuje. Sformułował prawo, które głosiło, że w granicach bezpieczeństwa można cofnąć się maksymalnie o pięć godzin. W 1994 roku miał bilety na Mistrzostwa Świata w Quidditchu, Bułgaria – Irlandia. Spotkał się tam z Arturem Weasleyem, który przedstawił znajomego rodzinie, Hermionie i Harry’emu.
- John Dawlish – auror w Ministerstwie Magii. W 1998 roku – „Harry Potter i Insygnia Śmierci” – gdy Neville Longbottom zaczął stawiać opór reżimowi Alecto i Amycusa Carrowów w Hogwarcie, Dawlish został wysłany do Augusty Longbottom, aby pojąć ją jako zakładnika, by złamać Neville’a. Ministerstwo uważało, iż staruszka nie da sobie rady z aurorem, ale obezwładniła go tak, że został przewieziony do Św. Munga.
- Edgecombe – matka Marietty Edgecombe, pracuje w sieci Fiuu
- Nobby Leach – minister magii: lata 1962–1968
- Artemizja Lufkin (ang. Artemisia Lufkin) – minister magii, lata 1798–1811
- Gryzelda Marchbanks (ang. Griselda Marchbanks) – egzaminatorka Standardowych Umiejętności Magicznych. Stara czarownica, która kiedyś egzaminowała Dumbledore’a i przez dziesięciolecia była zachwycona jego zdolnościami manualnymi z różdżka.
- Cuthbert Mockridge – szef Biura Łączności z Goblinami. W 1994 roku uczestniczył w finale Mistrzostw Świata w Quidditchu. Kiedy przechodził niedaleko namiotu Weasleyów, Artur Weasley poinformował o tym swoją rodzinę, Harry’ego i Hermionę.
- Arnold Peasegood – Podczas finału Mistrzostw Świata w Quidditchu w 1994 roku razem z paroma innymi czarodziejami stacjonował koło kempingu mugola Robertsa. W 1999 roku był obecny podczas zamieszek w Chipping Clodbury, w którym gobliny wystąpiły przeciw czarodziejom.
- Bernie Pillsworth – 2 września 1997 roku Ron Weasley pod postacią Reginalda Cattermole’a nie mógł pozbyć się magicznego deszczu w gabinecie Yaxleya i został wysłany po Berniego, aby ten spróbował pomóc.
- Perkins – starszy czarodziej, pracował razem z Arturem Weasleyem. Podczas 422. Mistrzostw Świata w Quidditchu, które to odbyły się w 1994 roku, pożyczył Arturowi Weasleyowi namiot. Perkins pozwolił Weasleyowi zachować namiot. Perkins nie mógł jechać, bo akurat złapało go dokuczliwe lumbago. Z tego namiotu korzystali Harry, Ron i Hermiona, podczas polowania na horkruksy Voldemorta. Perkins spotkał Harry’ego w 1995 roku, kiedy ten przyszedł z Arturem Weasleyem do ministerstwa, ponieważ musiał udać się na rozprawę. Perkins poinformował go, że rozprawa została przesunięta o godzinę, przez co chłopak ledwo zdążył. W 1997 roku Perkins uczestniczył w ślubie Fleur Delacour i Williama Weasleya.
- Proudfoot – Auror. Razem z Nimfadorą Tonks, Johnem Dawlishem i Savage’em stacjonował w Hogsmeade w 1996 roku, w celu zwiększenia bezpieczeństwa uczniów Hogwartu.
- Albert Runcorn – Harry przemienił się w niego podczas włamania do Ministerstwa w 7 tomie, prawdopodobnie donosił śmierciożercom o mugolskim pochodzeniu swoich kolegów
- Savage – Auror. Razem z Nimfadorą Tonks, Johnem Dawlishem i Proudfoot’em stacjonował w Hogsmeade w 1996 roku, w celu zwiększenia bezpieczeństwa uczniów Hogwartu.
- Faris Spavin – minister magii, lata 1865–1903
- Grogan Stump – minister magii, lata 1811–1819
- Williamson – w czerwcu 1996 roku zobaczył Lorda Voldemorta, zanim ten zdołał uciec z Ministerstwa Magii. Williamson zameldował Korneliuszowi Knotowi, że naprawdę widział Voldemorta, jednak Knot odparł, że on także. Później Minister Magii wysłał Williamsona razem z Johnem Dawlishem, żeby zobaczyli Śmierciożerców, których schwytali członkowie Zakonu Feniksa po Bitwie w Departamencie Tajemnic.

## Siedziba Ministerstwa Magii

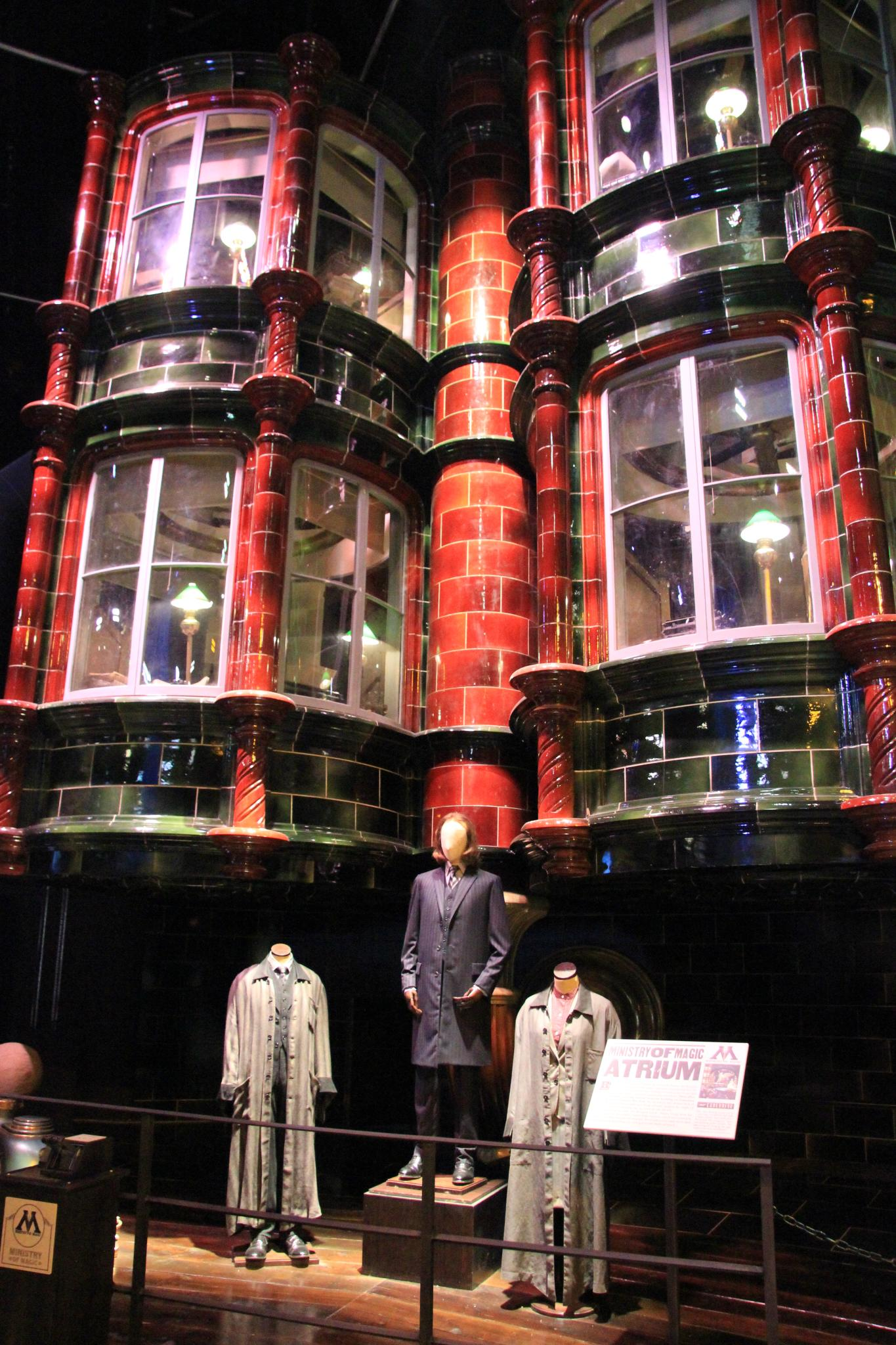

Ministerstwo Magii znajdowało się pod ziemią. Wejście dla interesantów znajdowało się w jednej z londyńskich budek telefonicznych (była ona bardzo zniszczona). Po wejściu do budki należało wykręcić numer 62442 na tarczy telefonu (numerologicznym odpowiednikiem kodu jest słowo „magic” – ang. magia). Należało też podać nazwisko i cel przybycia. Otrzymywało się wówczas plakietkę, po czym budka-winda zjeżdżała na poziom B8, gdzie znajdował się hol główny Ministerstwa Magii. Innym sposobem dostania się do Ministerstwa była sieć Fiuu. W Ministerstwie można było się też aportować.
W centrum holu głównego stała Fontanna Magicznego Braterstwa, przedstawiająca parę czarodziejów, centaura, skrzata i goblina. Podłogą holu była wypolerowana, lśniąca posadzką z ciemnego drewna. W ścianach znajdowały się kominki, służące do podróży siecią Fiuu. Na granatowym suficie znajdowały się złote symbole, zmieniające się jak tablica ogłoszeń. Biura i pokoje Ministerstwa posiadały zaczarowane okna, za którymi pogoda była dowolnie modyfikowana przez pracowników. Siedziba Ministerstwa składała się z kilku pięter, między którymi kursowały złote windy. Przesyłki wewnętrzne pracowników wysyłane były przez zaczarowane papierowe samolociki, zaopatrzone odpowiednią pieczątką. Dawniej używano sów, jednak ze względu na bałagan związany z nimi, zrezygnowano z nich.

## Piętra Ministerstwa Magii

### Departament Tajemnic
Pracowali tam Broderyk Bode, Croaker, Augustus Rookwood. Ludzie pracujący w Departamencie Tajemnic to tzw. Niewymowni, nikt nie wiedział, czym się zajmowali. Departament składał się z kilku sal, m.in. Sali Przepowiedni i Sali Śmierci. Znajdował się tam również zawsze zamknięty pokój.
Znajdował się na dziewiątym piętrze.
Sala Śmierci – prostokątne pomieszczenie, w którym zginął Syriusz Black. Pośrodku znajdowało się duże zagłębienie z podium i kamiennym łukiem, na którym powiewała postrzępiona kurtyna, zza której dochodziły stłumione szepty. Wokół podium wznosiły się kamienne ławki na kształt amfiteatru.

### Atrium
Miejsce stworzone na kształt holu – znajdowały się tam kominki teleportujące pracowników do pracy oraz ozdobna fontanna (w 1996 roku została zniszczona wskutek walki prof. Albusa Dumbledore z Voldemortem, a na jej miejscu została postawiona nowa, z pomnikiem przedstawiającym czarodziejów czystej krwi siedzących na tronie składającym się z nagich ciał mugoli i mugolaków).
Znajdowało się na ósmym piętrze.

### Departament Magicznych Gier i Sportów
Pracowali tam Ludo Bagman i Berta Jorkins. Znajdowały się tam Siedziba Główna Brytyjskiej i Irlandzkiej Ligi Quidditcha, Zarząd Klubu Gargulkowego, Urząd Patentów Absurdalnych.
Znajdował się na siódmym piętrze.

### Departament Transportu Magicznego
Pracowała tam Edgecombe. Znajdowały się tam Biuro Główne Sieci Fiuu, Zarząd Nadzoru Miotlarskiego, Komisja Kwalifikacyjna Teleportacji, Urząd Świstoklików.
Znajdował się na szóstym piętrze.

### Departament Międzynarodowej Współpracy Czarodziejów
Znajdowały się tam Międzynarodowa Komisja Handlu Magicznego, Międzynarodowy Urząd Prawa Czarodziejów, Biuro Brytyjskiego Przedstawicielstwa Międzynarodowej Konfederacji Czarodziejów. Głównym zadaniem tego wydziału było podtrzymywanie lub zaczynanie dobrego kontaktu i współpracy z innymi czarodziejami z różnych krajów świata.
W IV tomie przygód Harry’ego Pottera dyrektorem owego departamentu był Barty Crouch, a po skończeniu Hogwartu (IV tom) pracę tam podjął Percy Weasley.
Znajdował się na piątym piętrze.

### Departament Kontroli Nad Magicznymi Stworzeniami
Pracowali tam Amos Diggory, Cuthbert Mockridge i Dirk Cresswell. Znajdowały się tam Wydział Zwierząt, Istot i Duchów, Urząd Łączności z Goblinami, Biuro Doradztwa w Zwalczaniu Szkodników.
Znajdował się na czwartym piętrze.

### Departament Magicznych Wypadków i Katastrof
Pracował tam Arnold Peasegood. Znajdowały się tam Czarodziejskie Pogotowie Ratunkowe, Kwatera Główna Amnezjatorów, Komitet Łagodzenia Mugoli.
Znajdował się na trzecim piętrze.

### Departament Przestrzegania Prawa Czarodziejów
Zajmował się ściganiem i wymierzaniem kary czarodziejom, którzy wbrew prawu użyli czarów. W większości jego pracownicy łapali Śmierciożerców. Od 1981 do 1990 roku dyrektorem był Bartemiusz Crouch Sr, do 1996 roku – Amelia Bones, po niej rok sprawowali urząd Pius Thicknesse, po nim Corban Yaxley, a od 1998 roku – Harry Potter. Pracowali tam Mafalda Hopkirk, John Dawlish, Nimfadora Tonks, Alastor „Szalonooki” Moody, Kingsley Shacklebolt, Rufus Scrimgeour, Williamson, Savage, Proudfoot, a także Frank i Alicja Longbottom. Znajdowały się tam Urząd Niewłaściwego Użycia Czarów, Kwatera Główna Aurorów, Służby Administracyjne Wizengamotu, Biuro Niewłaściwego Użycia Produktów Mugoli, 20-osobowa Brygada Uderzeniowa zwalczająca najbardziej niebezpiecznych kryminalistów.
Znajdował się na drugim piętrze.

#### Biuro Aurorów
Aurorzy byli wyszkolonymi przez Ministerstwo Magii czarodziejami specjalizującymi się w walce z czarnoksiężnikami. W szczególnych przypadkach mogli używać Zaklęć Niewybaczalnych.
Kandydaci na aurorów musieli zaliczyć owutemy z obrony przed czarną magią, transmutacji, zaklęć, eliksirów i zielarstwa na ocenę przynajmniej P (Powyżej oczekiwań). Następnie uczęszczali na trzyletni Uniwersytet Aurorów, gdzie sprawdzano ich pod kątem charakteru i umiejętności. W Ministerstwie Magii testowano ich odporność na presję z zewnątrz, wytrwałość i poświęcenie. Ministerstwo Magii nie przyjmowało kandydatów z przeszłością kryminalną.
Znanymi z powieści aurorami byli Alastor „Szalonooki” Moody, Alicja i Frank Longbottomowie, Nimfadora Tonks, Kingsley Shacklebolt, ponadto nieopisani dokładnie: Dawlish, Wiliamson i Savage.
Szefem Biura Aurorów był Rufus Scrimgeour, a następnie Gawain Robards. Kilka lat po definitywnym zwycięstwie nad Lordem Voldemortem, szefem został Harry Potter.

#### Wizengamot
Swoją siedzibę miał tam również sąd czarodziejów, Wizengamot. Jego sędziowie na rozprawach ubrani byli we fioletowe szaty z wyhaftowaną literą W na piersiach po lewej stronie. Funkcję Głównego Maga Wizengamotu (z roczną przerwą) sprawował do 1996 roku Albus Dumbledore. Nazwa Wizengamotu powstała jako złożenie słów „Wizard” (czarodziej) i „Witenagemot”, staroangielskiego słowa, oznaczającego spotkanie mędrców.